# Église Notre-Dame-de-la-Miséricorde d'Ars-sur-Formans
Pour les articles homonymes, voir Église Notre-Dame-de-la-Miséricorde.
L'église Notre-Dame-de-la-Miséricorde d'Ars-sur-Formans est une église souterraine du XXe siècle (1959-1961) située à Ars-sur-Formans à proximité immédiate de la basilique d'Ars, et faisant partie du sanctuaire d'Ars. 

## Histoire
La construction de l'église a débuté en 1959, pour les 100 ans de la mort du saint Curé d'Ars. Depuis le 10 mars 2003, l'édifice est Label « Patrimoine du XXe siècle ». Elle a été conçue par les architectes Pierre Pinsard et Hugo Vollmar.

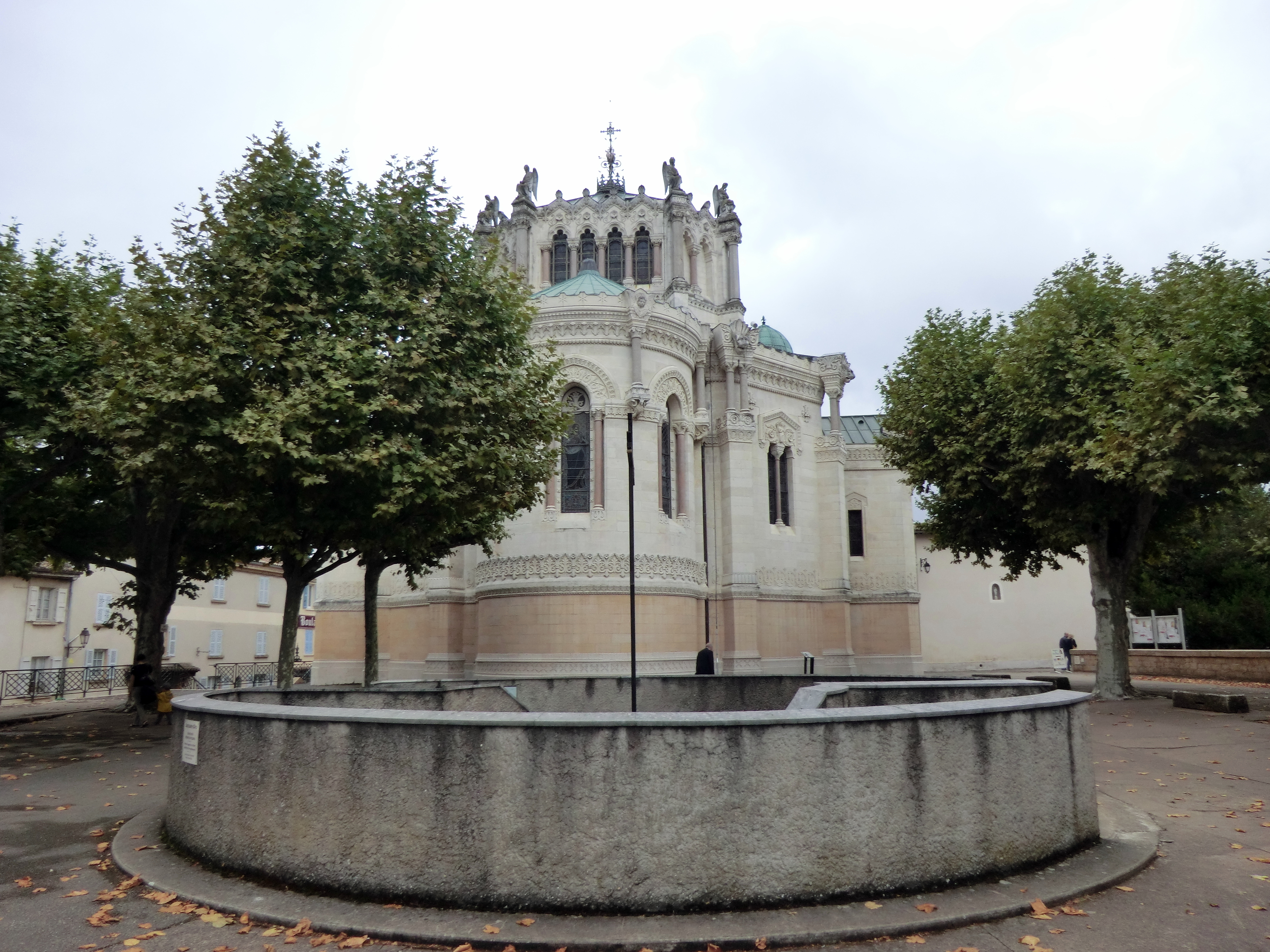
Au premier plan, l'escalier d'accès à l'église ; au second plan, la basilique.
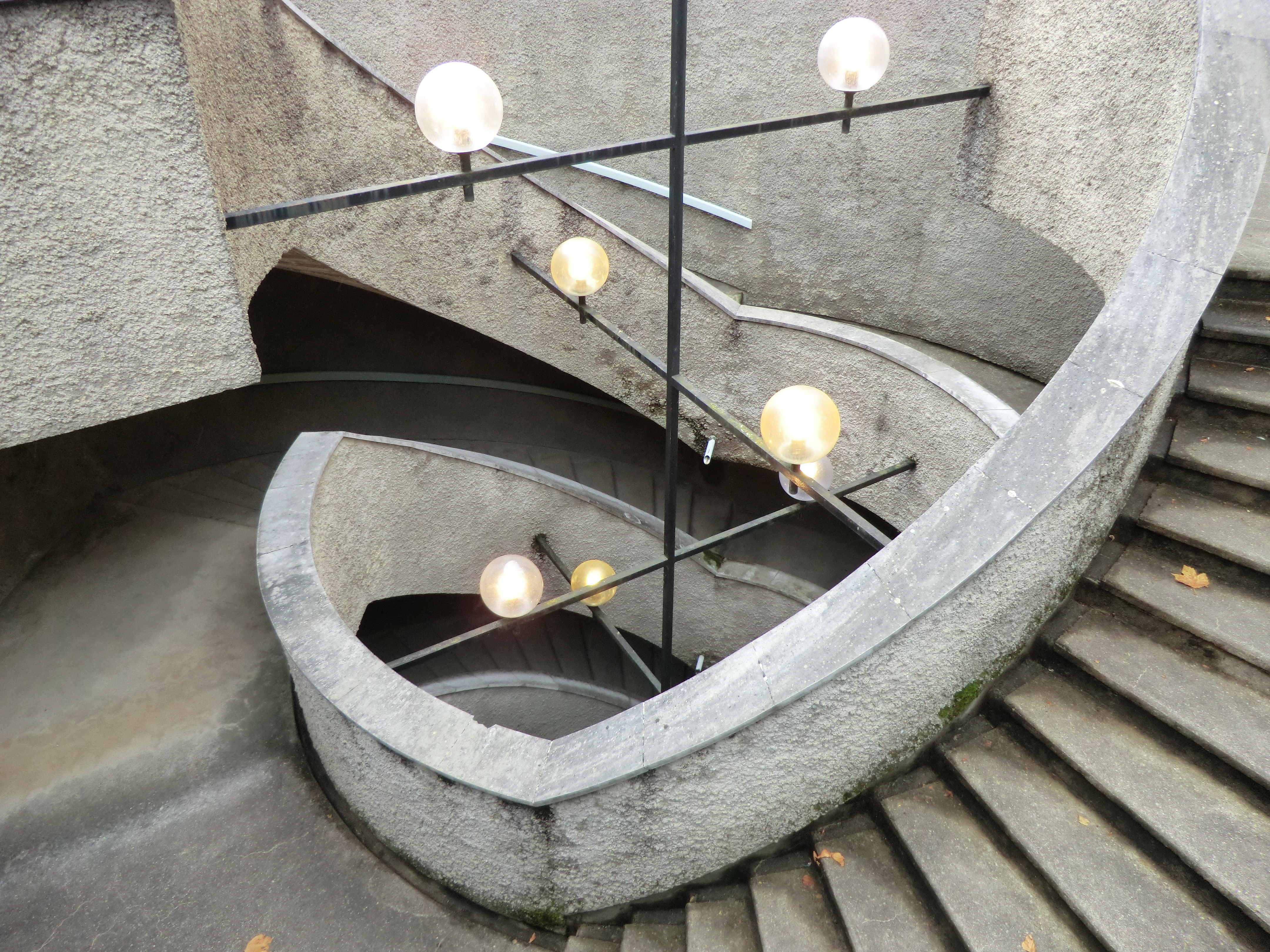
Escalier d'accès à l'église.
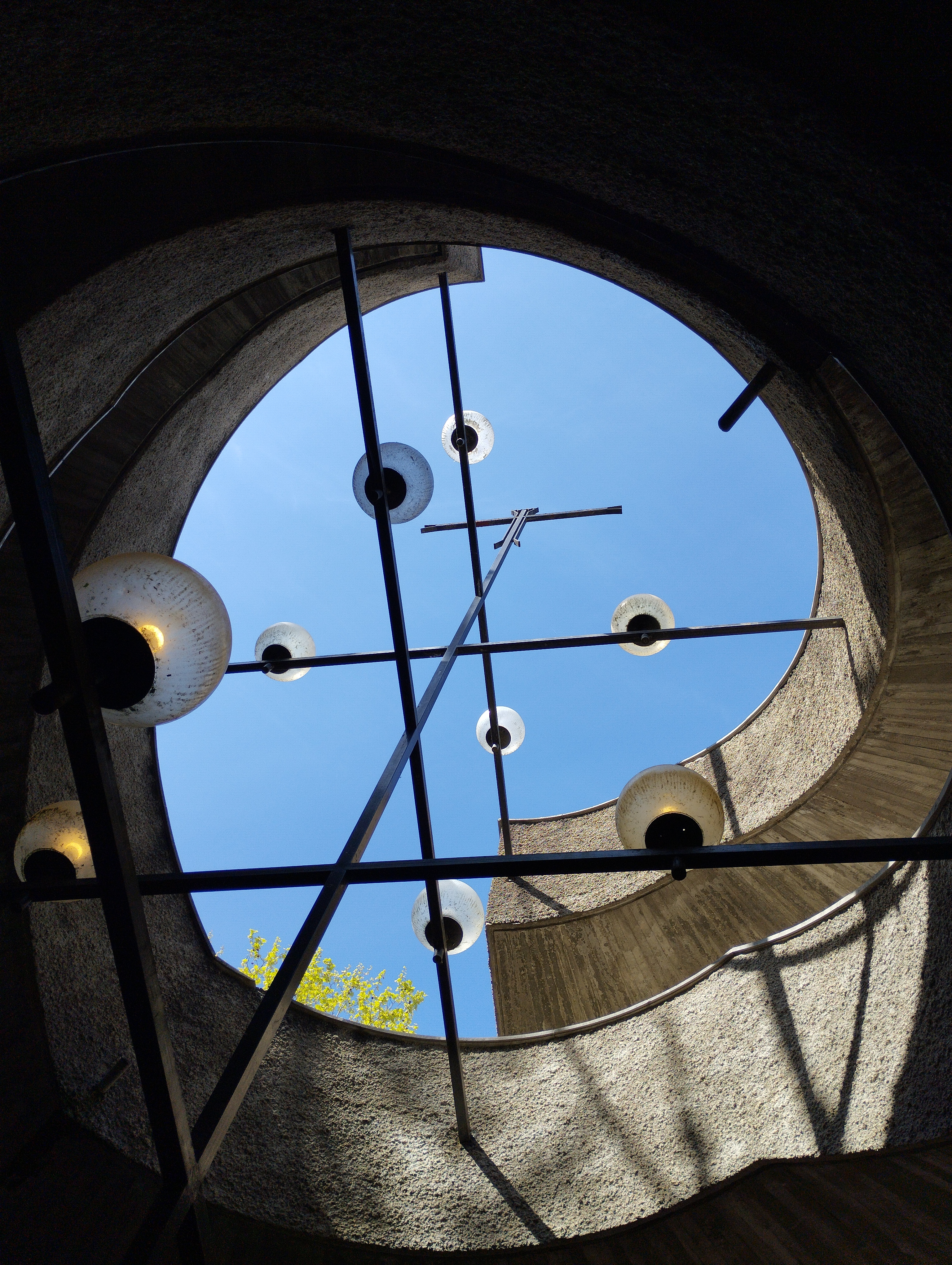
Escalier d'accès à l'église, vu d'en bas.